# Піщана акула великоока
Піщана акула великоока (Odontaspis noronhai) — акула з роду Піщана акула родини Піщані акули. Інші назви «чорний піщаний тигр», «океанічний піщаний тигр».

## Опис
Загальна довжина досягає 3,67 м. На думку дослідників може сягати 4 м. Спостерігається статевий диморфізм: самці більші за самиць. Голова конічної форми. Очі великі, без додаткової повіки. Рот великий, сильно зігнутий. На верхній щелепі розташовано 34-43 робочих зубів, нижній — 37-46. Зуби іклоподібні, з 2 верхівками, з яких центральна є іклом, бокова — маленька. У неї 5 пар зябрових щілин. Тулуб масивний. Луска розташована щільно, часто перекриває одна одну, з 3 горизонтальними зубчиками. Плавці з округлими кінчиками. Грудні плавці помірно широкі, дещо трикутної форми. Має 2 спинних плавця, з яких передній більший за задній. Передній розташовано позаду грудних плавців, задній — навпроти анального плавця. Останній менший за задній плавець. Анальний плавець має увігнутий задній край. Хвостовий плавець короткий, товстий, гетероцеркальний.
Забарвлення однотонне: шоколадно-коричневе або червоно-коричневе. На голові, навколо рота та під мордою є темні плями. Очі мають помаранчевий колір, райдужна оболонка — зеленувата. Плавці мають темню задню крайку. На кінці переднього спинного плавця іноді є нечітка світла пляма.

## Спосіб життя
Тримається на глибинах 100–1000 м на континентальному схилі та у відкритому океані. Здатна здійснювати сезонні міграції та вертикальні добові міграції. Живиться костистими рибами й кальмарами.
Статева зрілість самців настає при розмірі 2,2 м, самиць — 3,2 м. Це яйцеживородна акула.

## Розповсюдження
Мешкає біля узбережжя Португалії, Мексики, Бразилії, на Срединно-Атлантичному хребті, в акваторії Сейшельських, Гавайських, Маршаллових островів, Південно-Китайському морі.